# Flådens blå matroser
Flådens blå matroser er en dansk film fra 1937, instrueret af Jon Iversen efter manuskript af Martin Goldstein og Svend Rindom. Musikken er komponeret af Emil Reesen.

## Medvirkende
- Ib Schønberg (Hjalmar Olsen, radiotelegrafist)
- Lis Smed (Karin Olsen, Hjalmars søster)
- Christian Arhoff (Jonas Trippesen, kok)
- Arthur Jensen (Christian Langtoft, værnepligtig)
- Sigfred Johansen (Eyvind Holm, direktørsøn, værnepligtig)
- Carl Fischer (Martinius Petersen, overfyrbøder)
- Ellen Jansø (Lilly Petersen, danserinde, Martinius' datter)
- Ellen Margrethe Stein (Petrea Petersen, Martinius' kone)
- Poul Müller (Poul Jensen, værnepligtig)
- Holger Strøm (Holm, direktør)
- Agis Winding (Holm, Holms kone)
- Asbjørn Andersen (Pedro, den fremmede agent)
- Wandy Tworek (Violinist)
- Kai Rau
- Vera Gebuhr (Kontordame)
- Emil Hass Christensen (Officer)
- Sigrid Horne-Rasmussen (Marie, ung pige)
- Helga Frier (Pige der mangler gebis)
- Bodil Kjer (Sladretøs)
- Ingeborg Pehrson (Mor)
- Miskow Makwarth (Ung mand, hvis pige går med matros)
- Valsø Holm (Ung mand)
- Elga Olga (Gæst i variete)
- Bjørn Spiro (Mand på lyst-yacht)
- Per Buckhøj (Mand der trues)
- Sigrid Neiiendam (Frue ved kaffebord)
- Ejner Bjørkman (gæst i en båd)

## Handling
Vi er blandt nyboderfolk i selve Krokodillegade hos overfyrbøder Martinus Petersen, der er midt i et opgør med sin lidt syrlige frue, Petræa, forårsaget af den kendsgerning, at ægteparrets datter, Lilly, har valgt scenens skrå brædder som sin livsbane og netop nu i sommer skal være primadonna på et sommerteater i en lille provinsby.